# Haus der Werbung
Das Haus der Werbung ist ein Hochhaus im Berliner Ortsteil Schöneberg an der Kreuzung Kleiststraße Ecke An der Urania 20/22 und Keithstraße 2/4. Der denkmalgeschützte Bau wurde von dem Architekten Rolf Gutbrod als Zentrale für Studio Dorland konzipiert. Deswegen wird das Gebäude auch Dorland-Haus genannt.

## Entstehung, Konzeption und Geschichte
Das Gebäude sollte als Konzentrationspunkt für Werbeagenturen im West-Berlin der 1960er und 1970er Jahre wirken. Die Architektur war zur Zeit der Entstehung modern und außergewöhnlich. Das Gebäude hebt sich bewusst von dem Umfeld seiner Umgebung ab und wirkt als Solitär. Das Gebäude ist dreieckig ohne spitze Ecken. Für die Fassade wurde in den abgestumpften Ecken Sichtbeton verwendet. Das Gebäude steht unter Denkmalschutz.